# Giải BAFTA lần thứ 3
Giải BAFTA lần thứ 3 được trao bởi Viện Hàn lâm Nghệ thuật Điện ảnh và Truyền hình Anh Quốc vào ngày 29 tháng 5 năm 1950, để tôn vinh những bộ phim xuất sắc nhất của năm 1948 và 1949. Các giải Phim Anh hay nhất và Phim trong hoặc ngoài Anh hay nhất lần lượt thuộc về The Third Man và Bicycle Thieves, ngoài ra The Third Man cũng là phim nhận được nhiều đề cử nhất (2 đề cử).

## Tác phẩm đoạt giải và đề cử
The Third Man và Bicycle Thieves lần lượt đoạt giải Phim Anh hay nhất và Phim hay nhất cả trong và ngoài nước Anh, trong đó The Third Man nhận được đề cử ở hạng mục thứ hai; Daybreak in Udi nhận giải Phim tài 
liệu hay nhất; Phim giáo dục La Famille Martin của Pháp đoạt giải Đặc biệt; The Search nhận giải Liên Hợp Quốc.
Tác phẩm đoạt giải được liệt kê trước và được in đậm; các đề cử được sắp theo thứ tự ABC và in thường.
| Phim Anh hay nhất | Phim hay nhất |
| --- | --- |
| - The Third Man - A Run for Your Money - Kind Hearts and Coronets - Passport to Pimlico - The Queen of Spades - The Small Back Room - Whisky Galore!                                                                                              | - Bicycle Thieves (Ý) - The Ballad of Berlin (Đức) - The Last Stage (Ba Lan) - The Set-Up (Hoa Kỳ) - The Third Man (Anh) - The Treasure of the Sierra Madre (Hoa Kỳ) - The Window (Hoa Kỳ) |
| Phim tài liệu hay nhất | Giải Đặc biệt |
| - Daybreak in Udi - Circulation - The Cornish Engine - Drug Addict - Island of the Lagoon - The Liver Fluke in Great Britain - Report on the refugee problem                                                                                      | - La Famille Martin (phim giáo dục Pháp) - Accidents Don't Happen, No. 5 - Dots and Loops (phim giáo dục Canada) - A Fly About the House - Legend of Saint Ursula - Tale About a Soldier   |
| Giải Liên Hợp Quốc | |
| - The Search (phim điện ảnh, Hoa Kỳ) - Au Carrefour de la Vie (Ngã rẽ cuộc đời) (phim tài liệu chính kịch, Bỉ) - Daybreak in Udi (phim điện ảnh tài liệu, Anh) - The People Between (phim tài liệu, Canada) - Sardinia Project (phim tài liệu, Ý) | |